# 玉井啓悦
玉井 啓悦（たまい ひろよし、1945年5月13日 - ）は、日本の実業家。株式会社鴻池組代表取締役社長を務めた。

## 人物・経歴
兵庫県神戸市出身。1968年神戸商科大学（現兵庫県立大学）商経学部卒業、鴻池組入社。管理本部総務部長兼財務部長を経て、2000年取締役管理本部副本部長。2001年常務取締役管理本部長。2005年代表取締役専務。2006年から代表取締役社長を務め、コスト減縮や有利子負債の削減にあたった。2008年特別顧問に退いた。